# Liste des titres musicaux numéro un en Allemagne en 1995
Cette page liste les titres numéro un dans les meilleures ventes de disques en Allemagne pour l'année 1995 selon Media Control Charts.
Les classements sont issus des 100 meilleures ventes de singles et des 100 meilleures ventes d'albums. Ils se déroulent du vendredi au jeudi, et sont publiés le mardi par l'industrie musicale allemande.

## Classement des singles
| №  | Date          | Artiste                | Titre                                            |
| -- | ------------- | ---------------------- | ------------------------------------------------ |
| 1  | 6 janvier     | Rednex                 | Cotton Eye Joe                                   |
| 2  | 13 janvier    | Mark ’Oh               | Tears Don’t Lie                                  |
| 3  | 20 janvier    | Mark ’Oh               | Tears Don’t Lie                                  |
| 4  | 27 janvier    | Mark ’Oh               | Tears Don’t Lie                                  |
| 5  | 3 février     | The Cranberries        | Zombie                                           |
| 6  | 10 février    | Vangelis               | Conquest of Paradise                             |
| 7  | 17 février    | Vangelis               | Conquest of Paradise                             |
| 8  | 24 février    | Vangelis               | Conquest of Paradise                             |
| 9  | 3 mars        | Vangelis               | Conquest of Paradise                             |
| 10 | 10 mars       | Vangelis               | Conquest of Paradise                             |
| 11 | 17 mars       | Vangelis               | Conquest of Paradise                             |
| 12 | 24 mars       | Vangelis               | Conquest of Paradise                             |
| 13 | 31 mars       | Vangelis               | Conquest of Paradise                             |
| 14 | 7 avril       | Vangelis               | Conquest of Paradise                             |
| 15 | 14 avril      | Vangelis               | Conquest of Paradise                             |
| 16 | 21 avril      | Vangelis               | Conquest of Paradise                             |
| 17 | 28 avril      | Take That              | Back for Good                                    |
| 18 | 5 mai         | Take That              | Back for Good                                    |
| 19 | 12 mai        | Take That              | Back for Good                                    |
| 20 | 19 mai        | Take That              | Back for Good                                    |
| 21 | 26 mai        | La Bouche              | Be My Lover                                      |
| 22 | 2 juin        | La Bouche              | Be My Lover                                      |
| 23 | 9 juin        | La Bouche              | Be My Lover                                      |
| 24 | 16 juin       | La Bouche              | Be My Lover                                      |
| 25 | 23 juin       | Die Doofen             | Mief! (Nimm mich jetzt, auch wenn ich stinke!)   |
| 26 | 30 juin       | Rednex                 | Wish You Were Here                               |
| 27 | 7 juillet     | Rednex                 | Wish You Were Here                               |
| 28 | 14 juillet    | Rednex                 | Wish You Were Here                               |
| 29 | 21 juillet    | Rednex                 | Wish You Were Here                               |
| 30 | 28 juillet    | Rednex                 | Wish You Were Here                               |
| 31 | 4 août        | Rednex                 | Wish You Were Here                               |
| 32 | 11 août       | Scatman John           | Scatman (Ski Ba Bop Ba Dop Bop)                  |
| 33 | 18 août       | Scatman John           | Scatman (Ski Ba Bop Ba Dop Bop)                  |
| 34 | 25 août       | Scatman John           | Scatman (Ski Ba Bop Ba Dop Bop)                  |
| 35 | 1er septembre | The Outhere Brothers   | Boom Boom Boom                                   |
| 36 | 8 septembre   | The Outhere Brothers   | Boom Boom Boom                                   |
| 37 | 15 septembre  | The Outhere Brothers   | Boom Boom Boom                                   |
| 38 | 22 septembre  | Technohead             | I Wanna Be a Hippy (Flamman & Abraxas Radio Mix) |
| 39 | 29 septembre  | Technohead             | I Wanna Be a Hippy (Flamman & Abraxas Radio Mix) |
| 40 | 6 octobre     | Die Fantastischen Vier | Sie ist weg                                      |
| 41 | 13 octobre    | Die Fantastischen Vier | Sie ist weg                                      |
| 42 | 20 octobre    | Die Fantastischen Vier | Sie ist weg                                      |
| 43 | 27 octobre    | Coolio                 | Gangsta's Paradise                               |
| 44 | 3 novembre    | Coolio                 | Gangsta's Paradise                               |
| 45 | 10 novembre   | Coolio                 | Gangsta's Paradise                               |
| 46 | 17 novembre   | Coolio                 | Gangsta's Paradise                               |
| 47 | 24 novembre   | Coolio                 | Gangsta's Paradise                               |
| 48 | 1er décembre  | Coolio                 | Gangsta's Paradise                               |
| 49 | 8 décembre    | Michael Jackson        | Earth Song                                       |
| 50 | 15 décembre   | Michael Jackson        | Earth Song                                       |
| 51 | 22 décembre   | Michael Jackson        | Earth Song                                       |
| 52 | 29 décembre   | Michael Jackson        | Earth Song                                       |

## Classement des albums
| №  | Date          | Artiste           | Titre                                      |
| -- | ------------- | ----------------- | ------------------------------------------ |
| 1  | 6 janvier     | The Kelly Family  | Over the Hump                              |
| 2  | 13 janvier    | The Cranberries   | No Need to Argue                           |
| 3  | 20 janvier    | The Cranberries   | No Need to Argue                           |
| 4  | 27 janvier    | The Cranberries   | No Need to Argue                           |
| 5  | 3 février     | The Cranberries   | No Need to Argue                           |
| 6  | 10 février    | The Cranberries   | No Need to Argue                           |
| 7  | 17 février    | The Cranberries   | No Need to Argue                           |
| 8  | 24 février    | Vangelis          | 1492 : Christophe Colomb (bande originale) |
| 9  | 3 mars        | Vangelis          | 1492 : Christophe Colomb (bande originale) |
| 10 | 10 mars       | Vangelis          | 1492 : Christophe Colomb (bande originale) |
| 11 | 17 mars       | Vangelis          | 1492 : Christophe Colomb (bande originale) |
| 12 | 24 mars       | Bruce Springsteen | Greatest Hits                              |
| 13 | 31 mars       | Bruce Springsteen | Greatest Hits                              |
| 14 | 7 avril       | Bruce Springsteen | Greatest Hits                              |
| 15 | 14 avril      | Bruce Springsteen | Greatest Hits                              |
| 16 | 21 avril      | Bruce Springsteen | Greatest Hits                              |
| 17 | 28 avril      | Bruce Springsteen | Greatest Hits                              |
| 18 | 5 mai         | Bruce Springsteen | Greatest Hits                              |
| 19 | 12 mai        | Take That         | Nobody Else                                |
| 20 | 19 mai        | Die Doofen        | Lieder, die die Welt nicht braucht         |
| 21 | 26 mai        | Die Doofen        | Lieder, die die Welt nicht braucht         |
| 22 | 2 juin        | Die Doofen        | Lieder, die die Welt nicht braucht         |
| 23 | 9 juin        | Die Doofen        | Lieder, die die Welt nicht braucht         |
| 24 | 16 juin       | Die Doofen        | Lieder, die die Welt nicht braucht         |
| 25 | 23 juin       | Die Doofen        | Lieder, die die Welt nicht braucht         |
| 26 | 30 juin       | Michael Jackson   | HIStory                                    |
| 27 | 7 juillet     | Michael Jackson   | HIStory                                    |
| 28 | 14 juillet    | Bon Jovi          | These Days                                 |
| 29 | 21 juillet    | Bon Jovi          | These Days                                 |
| 30 | 28 juillet    | Bon Jovi          | These Days                                 |
| 31 | 4 août        | Die Schlümpfe     | Tekkno Is Cool 1                           |
| 32 | 11 août       | Die Schlümpfe     | Tekkno Is Cool 1                           |
| 33 | 18 août       | Die Schlümpfe     | Tekkno Is Cool 1                           |
| 34 | 25 août       | Die Schlümpfe     | Tekkno Is Cool 1                           |
| 35 | 1er septembre | Pur               | Abenteuerland                              |
| 36 | 8 septembre   | Pur               | Abenteuerland                              |
| 37 | 15 septembre  | Pur               | Abenteuerland                              |
| 38 | 22 septembre  | Pur               | Abenteuerland                              |
| 39 | 29 septembre  | Pur               | Abenteuerland                              |
| 40 | 6 octobre     | Pur               | Abenteuerland                              |
| 41 | 13 octobre    | Pur               | Abenteuerland                              |
| 42 | 20 octobre    | Simply Red        | Life                                       |
| 43 | 27 octobre    | Simply Red        | Life                                       |
| 44 | 3 novembre    | Mariah Carey      | Daydream                                   |
| 45 | 10 novembre   | Simply Red        | Life                                       |
| 46 | 17 novembre   | Queen             | Made in Heaven                             |
| 47 | 24 novembre   | Queen             | Made in Heaven                             |
| 48 | 1er décembre  | The Beatles       | The Beatles Anthology                      |
| 49 | 8 décembre    | Queen             | Made in Heaven                             |
| 50 | 15 décembre   | Queen             | Made in Heaven                             |
| 51 | 22 décembre   | Queen             | Made in Heaven                             |
| 52 | 29 décembre   | Queen             | Made in Heaven                             |

## Hit-Parade des singles de l'année
1. Vangelis - Conquest of Paradise
2. Rednex - Wish you were here
3. Bryan Adams - Have You Ever Really Loved a Woman
4. Scatman John - Scatman (Ski-Ba-Bop-Ba-Dop-Bop)
5. La Bouche - Be My Lover
6. The Cranberries - Zombie
7. Take That - Back for Good
8. Gompie (de) - Alice, Who The Fuck Is Alice?
9. Mark ’Oh - Tears Don’t Lie
10. Die Fantastischen Vier - Sie ist weg